# Spielvereinigung Greuther Fürth 1998-1999
Questa voce raccoglie le informazioni riguardanti la Spielvereinigung Greuther Fürth nelle competizioni ufficiali della stagione 1998-1999.

## Stagione
Nella stagione 1998-1999 il Greuther Fürth, allenato da Benno Möhlmann, concluse il campionato di 2. Bundesliga all'8º posto. In Coppa di Germania il Greuther Fürth fu eliminato al secondo turno dal Bayern Monaco.

## Rosa
| N. |                      | Ruolo | Calciatore       |
| -- | -------------------- | ----- | ---------------- |
| 1  | Germania (bandiera)  | P     | Günther Reichold |
| 2  | Germania (bandiera)  | D     | Dieter Probst    |
| 3  | Germania (bandiera)  | D     | Janos Radoki     |
| 4  | Germania (bandiera)  | D     | Oliver Schmidt   |
| 5  | Rep. Ceca (bandiera) | D     | Petr Škarabela   |
| 6  | Germania (bandiera)  | C     | Mirko Reichel    |
| 9  | Germania (bandiera)  | A     | Frank Türr       |
| 11 | Germania (bandiera)  | C     | Christian Möckel |
| 12 | Germania (bandiera)  | C     | Holger Wohland   |
| 13 | Germania (bandiera)  | A     | Carsten Klee     |

| N. |                        | Ruolo | Calciatore         |
| -- | ---------------------- | ----- | ------------------ |
| 14 | Germania (bandiera)    | D     | Domenico Sbordone  |
| 15 | Germania (bandiera)    | C     | Daniel Felgenhauer |
| 16 | Germania (bandiera)    | C     | Mathias Surmann    |
| 19 | Paesi Bassi (bandiera) | A     | Arie van Lent      |
| 20 | Marocco (bandiera)     | C     | Rachid Azzouzi     |
| 23 | Germania (bandiera)    | C     | Christian Hassa    |
| 22 | Germania (bandiera)    | P     | Ronny Teuber       |
| 17 | Germania (bandiera)    | D     | Martin Forkel      |
| 7  | Germania (bandiera)    | D     | Martin Meichelbeck |
| 25 | Slovacchia (bandiera)  | A     | Jozef Kožlej       |

## Organigramma societario
Area tecnica
- Allenatore: Benno Möhlmann
- Allenatore in seconda: Paul Hesselbach
- Preparatore dei portieri:
- Preparatori atletici:

## Calciomercato

### Sessione estiva
| Acquisti | Acquisti           | Acquisti       | Acquisti |
| R.       | Nome               | da             | Modalità |
| -------- | ------------------ | -------------- | -------- |
| A        | Carsten Klee       | Zwickau        |          |
| C        | Christian Möckel   | Norimberga     |          |
| C        | Mirko Reichel      | Bochum         |          |
| D        | Björn Schierenbeck | Werder Brema   |          |
| D        | Oliver Schmidt     | Hertha Berlino |          |
| C        | Mathias Surmann    | Meppen         |          |
| A        | Arie van Lent      | Werder Brema   |          |

| Cessioni | Cessioni           | Cessioni           | Cessioni |
| R.       | Nome               | a                  | Modalità |
| -------- | ------------------ | ------------------ | -------- |
| C        | Godfried Aduobe    | Reutlingen         |          |
| A        | Miodrag Anđelković | Hapoel Petah Tiqwa |          |
| A        | Alexander Dürr     | Wacker Burghausen  |          |
| D        | Engibar Engibarov  | Černo More Varna   |          |
| D        | Ronny Ernst        | Monaco 1860        |          |
| C        | Jiří Homola        | Wacker Burghausen  |          |
| D        | Andrey Ivanov      | Alverca            |          |
| C        | Markus Lotter      | St. Pauli          |          |
| C        | Rajko Tavčar       | Wehen Wiesbaden    |          |
| C        | Jochen Weigl       | Norimberga         |          |

### Sessione invernale
| Acquisti | Acquisti      | Acquisti   | Acquisti |
| R.       | Nome          | da         | Modalità |
| -------- | ------------- | ---------- | -------- |
| C        | Johann Kogler | LASK       |          |
| A        | Jozef Kožlej  | VSS Košice |          |

| Cessioni | Cessioni           | Cessioni            | Cessioni |
| R.       | Nome               | a                   | Modalità |
| -------- | ------------------ | ------------------- | -------- |
| C        | Dirk Anders        | Vorwärts Steyr      |          |
| D        | Max Eberl          | Borussia M'gladbach |          |
| A        | Milan Kerbr        | SC Weismain         |          |
| D        | Björn Schierenbeck | Werder Brema        |          |

## Risultati

### 2. Bundesliga

#### Girone di andata
| Arbitro: | Aust |

|                                   |           |  |
| Hayer 28’ Klopp 67’ Policella 79’ | Marcatori |  |

| Arbitro: | Schütz |

|                    |           |  |
| Reichel 89’ (rig.) | Marcatori |  |

| Arbitro: | Weber |

|             |           |              |
| Hoßmang 45’ | Marcatori | 39’ van Lent |

| Arbitro: | Weiner |

|              |           |           |
| van Lent 66’ | Marcatori | 15’ Weber |

| Arbitro: | Gagelmann |

|             |           |                                       |
| Brdarić 10’ | Marcatori | 19’ van Lent 38’ Türr 61’, 62’ Möckel |

| Arbitro: | Weber |

|               |           |  |
| Škarabela 17’ | Marcatori |  |

| Arbitro: | Scheppe |

|          |           |  |
| Türr 78’ | Marcatori |  |

| Arbitro: | Meyer |

|                       |           |             |
| Melzig 10’ Aračić 36’ | Marcatori | 24’ Reichel |

| Arbitro: | Schößling |

|                           |           |                              |
| Türr 5’ van Lent 53’, 78’ | Marcatori | 28’ Stendel 42’ (rig.) Meyer |

| Arbitro: | Kammerer |

|  |           |                              |
|  | Marcatori | 35’ Felgenhauer 67’ van Lent |

| Arbitro: | Wendorf |

|                            |           |                     |
| Ristau 63’ (aut.) Klee 69’ | Marcatori | 78’ (rig.) Feinbier |

| Arbitro: | Wack |

|              |           |  |
| Gilewicz 82’ | Marcatori |  |

| Arbitro: | Hilmes |

|                              |           |  |
| Türr 36’ van Lent 79’ (rig.) | Marcatori |  |

| Arbitro: | Kinhöfer |

|            |           |  |
| Rösele 56’ | Marcatori |  |

| Fürth 22 novembre 1998, ore 14:15 CET 15ª giornata | Greuther Fürth | 0 – 0 referto | Unterhaching | Playmobil-Stadion (7 400 spett.)\| Arbitro: \| Friedrichs \| |
| Arbitro:                                           | Friedrichs     |               |              |                                                              |

| Arbitro: | Werthmann |

|                  |           |              |
| Kreuz 40’ (rig.) | Marcatori | 45’ van Lent |

| Arbitro: | Keßler |

|                          |           |  |
| van Lent 80’, 83’ (rig.) | Marcatori |  |

#### Girone di ritorno
| Arbitro: | Gettke |

|                                     |           |                   |
| Klee 31’ Škarabela 64’ van Lent 81’ | Marcatori | 44’ Grevelhörster |

| Arbitro: | Margenberg |

|  |           |                      |
|  | Marcatori | 18’ Reichel 88’ Türr |

| Fürth 28 febbraio 1999, ore 15:00 CET 20ª giornata | Greuther Fürth | 0 – 0 referto | Energie Cottbus | Playmobil-Stadion (7 500 spett.)\| Arbitro: \| Kircher \| |
| Arbitro:                                           | Kircher        |               |                 |                                                           |

| Arbitro: | Hilmes |

|  |           |               |
|  | Marcatori | 48’, 66’ Klee |

| Arbitro: | Weiner |

|                                    |           |  |
| van Lent 31’, 53’, 75’, 82’ (rig.) | Marcatori |  |

| Düsseldorf 21 marzo 1999, ore 15:00 CET 23ª giornata | Fortuna Düsseldorf | 0 – 0 referto | Greuther Fürth | Rheinstadion (12 000 spett.)\| Arbitro: \| Schmidt \| |
| Arbitro:                                             | Schmidt            |               |                |                                                       |

| Fürth 4 aprile 1999, ore 15:00 CEST 24ª giornata | Greuther Fürth | 0 – 0 referto | Uerdingen 05 | Playmobil-Stadion (7 500 spett.)\| Arbitro: \| Lange \| |
| Arbitro:                                         | Lange          |               |              |                                                         |

| Arbitro: | Kinhöfer |

|                        |           |                      |
| Marić 58’ Pfuderer 90’ | Marcatori | 9’ Klee 61’ van Lent |

| Arbitro: | Wack |

|               |           |                           |
| Škarabela 52’ | Marcatori | 64’ Can 89’ (aut.) Radoki |

| Arbitro: | Haupt |

|               |           |  |
| Omodiagbe 74’ | Marcatori |  |

| Arbitro: | Hauer |

|              |           |          |
| Feinbier 70’ | Marcatori | 55’ Klee |

| Arbitro: | Meyer |

|          |           |                             |
| Klee 86’ | Marcatori | 13’ Bäumer 83’ (rig.) Krieg |

| Arbitro: | Weber |

|                       |           |          |
| Maul 39’ Labbadia 46’ | Marcatori | 50’ Klee |

| Arbitro: | Gagelmann |

|  |           |              |
|  | Marcatori | 78’ Munteanu |

| Arbitro: | Krug |

|                                              |           |                 |
| Lust 6’ Rraklli 29’ Seitz 59’ Zimmermann 66’ | Marcatori | 79’ Felgenhauer |

| Arbitro: | Werthmann |

|  |           |             |
|  | Marcatori | 87’ Morinas |

| Ulma 17 giugno 1999, ore 19:00 CEST 34ª giornata | Ulma     | 0 – 0 referto | Greuther Fürth | Donaustadion (19 000 spett.)\| Arbitro: \| Dardenne \| |
| Arbitro:                                         | Dardenne |               |                |                                                        |

### Coppa di Germania
| Arbitro: | Anklam |

|  |           |             |
|  | Marcatori | 90’ Schmidt |

| Arbitro: | Jansen |

|                                             |                      |                                           |
| van Lent Probst Felgenhauer Eberl Škarabela | Tiri di rigore 3 – 4 | Strunz Salihamidžić Tarnat Fink Effenberg |

## Statistiche

### Statistiche di squadra
| Competizione      | Punti | In casa | In casa | In casa | In casa | In casa | In casa | In trasferta | In trasferta | In trasferta | In trasferta | In trasferta | In trasferta | Totale | Totale | Totale | Totale | Totale | Totale | DR  |
| Competizione      | Punti | G       | V       | N       | P       | Gf      | Gs      | G            | V            | N            | P            | Gf           | Gs           | G      | V      | N      | P      | Gf     | Gs     | DR  |
| ----------------- | ----- | ------- | ------- | ------- | ------- | ------- | ------- | ------------ | ------------ | ------------ | ------------ | ------------ | ------------ | ------ | ------ | ------ | ------ | ------ | ------ | --- |
| 2. Bundesliga     | 49    | 17      | 9       | 4       | 4       | 22      | 11      | 17           | 4            | 6            | 7            | 18           | 20           | 34     | 13     | 10     | 11     | 40     | 31     | +9  |
| Coppa di Germania | -     | 1       | 0       | 1       | 0       | 0       | 0       | 1            | 1            | 0            | 0            | 1            | 0            | 2      | 1      | 1      | 0      | 1      | 0      | +1  |
| Totale            | 49    | 18      | 9       | 5       | 4       | 22      | 11      | 18           | 5            | 6            | 7            | 19           | 20           | 36     | 14     | 11     | 11     | 41     | 31     | +10 |

### Andamento in campionato
| Giornata  | 1  | 2  | 3  | 4  | 5 | 6 | 7 | 8 | 9 | 10 | 11 | 12 | 13 | 14 | 15 | 16 | 17 | 18 | 19 | 20 | 21 | 22 | 23 | 24 | 25 | 26 | 27 | 28 | 29 | 30 | 31 | 32 | 33 | 34 |
| --------- | -- | -- | -- | -- | - | - | - | - | - | -- | -- | -- | -- | -- | -- | -- | -- | -- | -- | -- | -- | -- | -- | -- | -- | -- | -- | -- | -- | -- | -- | -- | -- | -- |
| Luogo     | T  | C  | T  | C  | T | C | C | T | C | T  | C  | T  | C  | T  | C  | T  | C  | C  | T  | C  | T  | C  | T  | C  | T  | C  | T  | T  | C  | T  | C  | T  | C  | T  |
| Risultato | P  | V  | N  | N  | V | V | V | P | V | V  | V  | P  | V  | P  | N  | N  | V  | V  | V  | N  | V  | V  | N  | N  | N  | P  | P  | N  | P  | P  | P  | P  | P  | N  |
| Posizione | 18 | 13 | 10 | 12 | 9 | 5 | 4 | 3 | 4 | 5  | 5  | 5  | 5  | 4  | 5  | 5  | 5  | 3  | 2  | 3  | 2  | 2  | 1  | 2  | 2  | 3  | 3  | 3  | 4  | 7  | 7  | 7  | 8  | 8  |

Legenda:

Luogo: C = Casa; T = Trasferta. Risultato: V = Vittoria; N = Pareggio; P = Sconfitta.

### Statistiche dei giocatori
| Giocatore       | 2. Bundesliga | 2. Bundesliga | 2. Bundesliga | 2. Bundesliga | Coppa di Germania | Coppa di Germania | Coppa di Germania | Coppa di Germania | Totale   | Totale | Totale      | Totale     |
| Giocatore       | Presenze      | Reti          | Ammonizioni   | Espulsioni    | Presenze          | Reti              | Ammonizioni       | Espulsioni        | Presenze | Reti   | Ammonizioni | Espulsioni |
| --------------- | ------------- | ------------- | ------------- | ------------- | ----------------- | ----------------- | ----------------- | ----------------- | -------- | ------ | ----------- | ---------- |
| D. Anders       | 7             | 0             | 1             | 0             | 1                 | 0                 | 0                 | 0                 | 8        | 0      | 1           | 0          |
| R. Azzouzi      | 30            | 0             | 7             | 0             | 2                 | 0                 | 0                 | 0                 | 32       | 0      | 7           | 0          |
| M. Eberl        | 11            | 0             | 4             | 0             | 1                 | 0                 | 0                 | 0                 | 12       | 0      | 4           | 0          |
| D. Felgenhauer  | 33            | 2             | 4             | 0             | 2                 | 0                 | 0                 | 0                 | 35       | 2      | 4           | 0          |
| M. Forkel       | 1             | 0             | 0             | 0             | 0                 | 0                 | 0                 | 0                 | 1        | 0      | 0           | 0          |
| C. Hassa        | 30            | 0             | 3             | 0             | 2                 | 0                 | 0                 | 0                 | 32       | 0      | 3           | 0          |
| M. Kerbr        | 12            | 0             | 1             | 1             | 2                 | 0                 | 0                 | 0                 | 14       | 0      | 1           | 1          |
| C. Klee         | 32            | 8             | 3             | 0             | 1                 | 0                 | 0                 | 0                 | 33       | 8      | 3           | 0          |
| H. Kogler       | 6             | 0             | 1             | 0             | 0                 | 0                 | 0                 | 0                 | 6        | 0      | 1           | 0          |
| J. Kožlej       | 14            | 0             | 1             | 0             | 0                 | 0                 | 0                 | 0                 | 14       | 0      | 1           | 0          |
| M. Meichelbeck  | 6             | 0             | 1             | 0             | 0                 | 0                 | 0                 | 0                 | 6        | 0      | 1           | 0          |
| C. Möckel       | 30            | 2             | 0             | 1             | 2                 | 0                 | 0                 | 0                 | 32       | 2      | 0           | 1          |
| D. Probst       | 16            | 0             | 2             | 0             | 1                 | 0                 | 0                 | 0                 | 17       | 0      | 2           | 0          |
| J. Radoki       | 23            | 0             | 3             | 0             | 2                 | 0                 | 0                 | 0                 | 25       | 0      | 3           | 0          |
| M. Reichel      | 33            | 3             | 9             | 0             | 2                 | 0                 | 1                 | 0                 | 35       | 3      | 10          | 0          |
| G. Reichold     | 34            | 0             | 0             | 0             | 2                 | 0                 | 0                 | 0                 | 36       | 0      | 0           | 0          |
| D. Sbordone     | 31            | 0             | 4             | 0             | 2                 | 0                 | 1                 | 0                 | 33       | 0      | 5           | 0          |
| B. Schierenbeck | 2             | 0             | 0             | 0             | 0                 | 0                 | 0                 | 0                 | 2        | 0      | 0           | 0          |
| O. Schmidt      | 13            | 0             | 2             | 0             | 1                 | 1                 | 0                 | 0                 | 14       | 1      | 2           | 0          |
| M. Surmann      | 5             | 0             | 0             | 0             | 0                 | 0                 | 0                 | 0                 | 5        | 0      | 0           | 0          |
| R. Teuber       | 1             | 0             | 0             | 0             | 0                 | 0                 | 0                 | 0                 | 1        | 0      | 0           | 0          |
| F. Türr         | 30            | 5             | 1             | 0             | 1                 | 0                 | 0                 | 0                 | 31       | 5      | 1           | 0          |
| H. Wohland      | 5             | 0             | 0             | 0             | 0                 | 0                 | 0                 | 0                 | 5        | 0      | 0           | 0          |
| A. van Lent     | 34            | 16            | 1             | 0             | 2                 | 0                 | 0                 | 0                 | 36       | 16     | 1           | 0          |
| P. Škarabela    | 32            | 3             | 4             | 1             | 1                 | 0                 | 0                 | 0                 | 33       | 3      | 4           | 1          |